# Zygoribatula frisiae
Zygoribatula frisiae is een mijtensoort uit de familie van de Oribatulidae. De wetenschappelijke naam van de soort is voor het eerst geldig gepubliceerd in 1900 door Oudemans.